# Greenwood (Delaware)
Greenwood – miasto w Stanach Zjednoczonych, w stanie Delaware, w hrabstwie Sussex.